# Scaphyglottis tenuis
Scaphyglottis tenuis  é uma espécie de orquídea epífita, cujos novos pseudobulbos geralmente brotam tanto da base como do topo dos pseudobulbos mais antigos. É originária de Sinaloa a Michoacán, no México.